# František Černík
František Černík (* 3. Juni 1953 in Nový Jičín, Tschechoslowakei) ist ein ehemaliger tschechischer Eishockeyspieler, der über viele Jahre in der tschechoslowakischen Extraliga für TJ Vítkovice und der tschechoslowakischen Nationalmannschaft als Stürmer spielte. Heute ist er Präsident des HC Vítkovice Steel und Vize-Präsident des tschechischen Eishockeyverbandes. Sein Schwiegersohn Pavel Kubina war tschechischer Nationalspieler und ebenfalls Eishockeyweltmeister.

## Karriere als Spieler
František Černík begann seine Karriere in den Nachwuchsmannschaften des HC Banik Ostrava, bevor er 1969 zum Juniorenteam des TJ Vítkovice wechselte. 1973 kehrte er zu seinem Heimatverein zurück, bevor er während seines zweijährigen Militärdienstes beim Armeeklub ASD Dukla Jihlava spielte. Danach kehrte er nach Vítkovice zurück und blieb diesem Verein bis 1984 treu. Während seiner Zeit in der höchsten Spielklasse der Tschechoslowakei absolvierte er insgesamt 404 Ligaspiele und erzielte dabei 185 Tore und 173 Assists. 1981 gewann er mit dem TJ Vítkovice die tschechoslowakische Meisterschaft. Zum Ende seiner Laufbahn erhielt Černík 1984 die Erlaubnis, ins westliche Ausland zu wechseln.
Nachdem er im Juli 1983 von den Detroit Red Wings unter Vertrag genommen worden war, konnte er in die National Hockey League wechseln. Allerdings hatte er Mühe, sich an die kleinere Eisfläche und den härteren Spielstil zu gewöhnen. Gemeinsam mit seinem Landsmann Milan Chalupa debütierte er bei den Red Wings am 11. Oktober, dabei gelang ihm ein Assist. In seinem sechsten Spiel gegen die Montreal Canadiens am 7. November gelang ihm auf Zuspiel von Steve Yzerman sein erstes von insgesamt fünf NHL-Toren. Nach nur einer Saison kehrte er nach Europa zurück und spielte in der Spielzeit 1985/86 für den ESV Kaufbeuren. Dort erzielte er in 40 Spielen 67 Scorerpunkte.
Weitere Stationen seiner Karriere waren der VEU Feldkirch und der ATSE Graz. Nach der punktbesten Saison seiner Karriere (64 Tore und 40 Assists in 30 Spielen) beendete er 1988 diese.

### International
Neben seinen Erfolgen auf Vereinsebene hatte František Černík auch große Erfolge bei internationalen Titelkämpfen. Mit der tschechoslowakischen Herrenauswahl gewann er eine Medaille bei Olympischen Winterspielen und vier Medaillen bei Weltmeisterschaften. Seine erste Berufung in das Nationalteam erhielt er für die Eishockey-Weltmeisterschaft 1976 (Gewinn der Goldmedaille) und nahm ab diesem Zeitpunkt regelmäßig an der Weltmeisterschaft teil. Erst zum Ende seiner Karriere wurde er in den Kader für die Olympischen Winterspiele 1984 berufen und gewann die Silbermedaille. Im Nationaltrikot erzielte er in 151 Länderspielen 42 Tore für die Tschechoslowakei.

## Karriere als Funktionär
Seit seinem Rücktritt vom Leistungssport bekleidete František Černík verschiedene Funktionärsposten beim HC Vítkovice Steel. Mitte der 1990er Jahre war er Assistenztrainer von Ladislav Svozil. Heute ist er Präsident des Vereins.
Seit 1991 gehört er dem Vorstand des tschechischen Eishockeyverbandes an. Zwischen 1992 und 2002 betreute er die tschechische Nationalmannschaft als Manager und Teamleiter bei vier Olympischen Spielen und acht Weltmeisterschaften. Dabei gewann er mit der Auswahlmannschaft 1998 in Nagano die olympische Goldmedaille und mehrere Goldmedaillen bei Weltmeisterschaften. 2008 kandidierte Černík für das Amt des Präsidenten des tschechischen Eishockeyverbandes. Im Rahmen dieser Kandidatur versuchte er, mehr Transparenz in die finanzielle Struktur der Extraliga zu bringen. Seit Sommer 2008 ist er Vize-Präsident des Eishockeyverbandes.

## Statistik
1 Statistiken unvollständig

## Erfolge und Auszeichnungen
- Bronzemedaille bei den U18-Europameisterschaften 1971 und 1972[7]
- Goldmedaille bei den Weltmeisterschaften 1976
- 2. Platz Canada Cup 1976
- Silbermedaille bei den Weltmeisterschaften 1978, 1982 und 1983
- Tschechoslowakischer Meistertitel 1981
- Silbermedaille bei Olympia 1984